# Municipio de Black Oak (condado de Craighead)
El municipio de Black Oak (en inglés: Black Oak Township) es un municipio ubicado en el condado de Craighead en el estado estadounidense de Arkansas. En el año 2010 tenía una población de 2307 habitantes y una densidad poblacional de 10,33 personas por km².

## Geografía
El municipio de Black Oak se encuentra ubicado en las coordenadas 35°46′37″N 90°21′13″O / 35.77694, -90.35361. Según la Oficina del Censo de los Estados Unidos, el municipio tiene una superficie total de 223.38 km², de la cual 220,02 km² corresponden a tierra firme y (1,5 %) 3,35 km² es agua.

## Demografía
Según el censo de 2010, había 2307 personas residiendo en el municipio de Black Oak. La densidad de población era de 10,33 hab./km². De los 2307 habitantes, el municipio de Black Oak estaba compuesto por el 97,57 % blancos, el 0,13 % eran afroamericanos, el 0,17 % eran amerindios, el 0,04 % eran asiáticos, el 1,17 % eran de otras razas y el 0,91 % eran de una mezcla de razas. Del total de la población el 3,21 % eran hispanos o latinos de cualquier raza.